# Club de Fútbol Laguna
El Club de Fútbol Laguna fue un equipo de fútbol mexicano con sede en la ciudad de Torreón,  Coahuila, y que jugó en la Tercera División de México, la Liga TDP.

## Comienzo
En la temporada 1946-1947, el Club de Fútbol Laguna tuvo su primera participación en el fútbol organizado en la liga semiprofesional de Fútbol del Norte de la República, en la que participó junto con otros tres equipos, 2 de Ciudad Juárez y 1 de la Ciudad de Chihuahua.
La Liga Semiprofesional inicio sus actividades el 27 de octubre de 1946. Los nombres de los 4 equipos participantes eran:
El Jalisco de Ciudad Juárez, Indios de Ciudad Juárez, Dorados de Chihuahua y La Laguna.
Los 2 equipos de Ciudad Juárez y el de Chihuahua fueron patrocinados por los hermanos Martínez Sandoval de Guadalajara, quienes habían jugado con el Club Deportivo Oro y se dedicaban a la venta de joyas.
El Equipo de la Laguna se coronó campeón esa temporada y estaba integrado por puros jugadores de la región, siendo ellos Arturo "El Clavijas" Rodríguez, Bonifacio Hernández, Santiago "La Matona" Hernández, Ernesto Arcaute, Alfredo Sepúlveda, Gregorio Flores, Vicente Rivera, Norberto Román Márquez, Miguel Arreola y Victoriano Chía.

### Fundación
El año de 1953 fue clave para el fútbol profesional de La Laguna, pues un grupo de entusiastas hombres, encabezados por los españoles Ángel Fernández, Pedro Valdez, Vicente Zamorano, Otto Schott, tesorero; Ismael Cepeda, comisario; Olegario Hoyos, Ricardo Plata Martínez, Carlos Rosas Figueroa, Rafael Román, Fernando Silva, Evaristo García, Casiano Hoyos, Antonio Guzmán y Manuel Rosas Figueroa fundaron el 16 de noviembre de 1953, el Club de Fútbol Laguna.
El Naciente Laguna, junto a los equipos Anáhuac y Club de Fútbol Monterrey de la Sultana del Norte, fueron invitados a participar en el Torneo de Copa de 1953-1954.

### Su Primer Equipo
De los 11 jugadores que fueron parte del primer juego de la Laguna, ocho eran originarios de la Comarca Lagunera y tres eran foráneos.
La primera campaña oficial del Laguna en Segunda División fue en la temporada 1954-1955, en la cual término en quinto lugar de la tabla de posiciones, al mando del entrenador Abel Ramírez.
Para esa primera temporada se reforzó la "Ola Verde" con los porteros Isaac Plata, quien había sido suplente de Antonio Carbajal en el Club León y "El Chorreado" Ortiz. El primer juego oficial del Laguna en la temporada 54-55 fue el domingo 3 de octubre de 1954 contra los Arroceros de Cuitlahuac en el Estadio San Isidro. Su primer partido de visitante fue contra Atlas de Guadalajara el 17 de octubre de 1954 en el desaparecido Parque Oblatos de Guadalajara.
El equipo inicio con el mote de "El Huracán del Norte", pero en su primera visita a Morelia esa temporada, fue bautizado como la "Ola Verde", sobrenombre que conservó hasta la temporada 1973-74, ya que la siguiente por medio de una convocatoria abierta se le bautizó como "Los Labradores". Sin embargo, este último mote paso desapercibido.

### Los Títulos
Los primeros títulos del Laguna en Segunda División fueron el de Campeón de Copa y Campeón de Campeones en la temporada 1954-1955, ambos los disputó contra el Atlas de Guadalajara, que en ese torneo había sido campeón de liga.

### El Ascenso
Debieron pasar 14 años para que el Laguna ascendiera a Primera División, logrando el ascenso en la temporada 1967-1968, en aquel memorable partido del domingo 12 de febrero de 1968 contra el Club Zacatepec en el Estadio Agustín Coruco Díaz por un gol a cero, con anotación de Gerardo "Pantalones" Lupercio, bajo la dirección del técnico Argentino Juan Ángel "Pito" Pérez.

### El Adiós
El desaparecido equipo Laguna permaneció diez temporadas en Primera División, su mayor logro fue un segundo lugar en el Torneo México `70,[cita requerida] bajo la dirección técnica del húngaro Arpad Fekete.
Al término de la temporada 1977-1978 fue vendida la franquicia del equipo Laguna a Club Deportivo Coyotes Neza; el último juego del Laguna en el máximo circuito del fútbol mexicano fue contra el Club de Fútbol Monterrey en 7 de mayo de 1978 en el entonces Estadio Moctezuma, después Estadio Corona, habiendo ganado la Ola Verde 4-0, el último gol del equipo fue obra de Rito Sotelo.

### Números totales
Estos son los números totales del Laguna en la Primera división mexicana:
| JJ  | G   | E   | P   | GF  | GC  | Pts | DIF |
| 381 | 102 | 120 | 159 | 435 | 531 | 324 | -96 |

Estos son los números totales del Laguna en la Copa México:
| JJ | G  | E | P  | GF | GC | Pts | DIF |
| 40 | 15 | 8 | 17 | 48 | 66 | 38  | -18 |

- JJ - Juegos Jugados
- G - Ganados
- E - Empatados
- P - Perdidos
- GF - Goles a Favor
- GC - Goles en Contra
- Pts - Puntos
- DIF - Diferencia de Goles

## Estadio
El Club de Fútbol Laguna en sus inicios jugaba en el campo del Club San Isidro, actualmente un conocido club social y deportivo de la ciudad de Torreón (en el cual en este momento juegan equipos de niños y jóvenes propios del club, llamados halcones de San Isidro), después pasaría al "Lagunero" hasta 1976 cuando ocupa el lugar dejado por los Diablos Blancos de Torreón en el Estadio Corona donde jugaría hasta la desaparición del equipo en 1978, en aquellos tiempos se le conocía como Estadio Moctezuma.

## Jugadores

### Jugadores destacados
- Jorge Arévalo
- Refugio Fernández
- Rodolfo Jáuregui
- Francisco Castrejón
- Javier Barba
- Leopoldo Barba
- Salvador Kuri
- Jesús Mercado
- Jesús Martínez
- Ignacio Buenrostro
- Lorenzo Reyes
- Jaime Gómez
- Hilario Díaz
- Alejandro Romahn
- Tibor Vigh
- Héctor Veira
- Ramón Ramírez
- Carlos Eloir Perucci

## Palmarés

### Torneos nacionales
- Segunda División de México (1): 1967-1968
- Subcampeón de la Segunda División de México (1): 1966-1967
- Copa de la Segunda División de México (1): 1954-1955
- Subcampeón de la Copa de la Segunda División de México (3): 1953-54, 1955-56, 1959-60
- Campeón de campeones de la Segunda División de México (1): 1954-55
- Subcampeón de Campeón de campeones de la Segunda División de Mexico (1): 1967-68